# Ibrahima Wade
Ibrahima Wade (* 6. September 1968 in Dakar) ist ein ehemaliger französischer Sprinter senegalesischer Herkunft, der sich auf den 400-Meter-Lauf spezialisiert hatte.
1996 siegte er bei den Afrikameisterschaften in Yaoundé. Im Jahr darauf kam er bei den Weltmeisterschaften in Athen ins Halbfinale und gewann bei den Spielen der Frankophonie. Bei den Afrikameisterschaften 1998 in Dakar holte er Bronze, und bei den Weltmeisterschaften 1999 in Sevilla zog er erneut ins Halbfinale ein und belegte mit der senegalesischen Mannschaft in der 4-mal-400-Meter-Staffel den siebten Platz.
Am 23. Februar 2000 wechselte er seine Nationalität. Bei den Olympischen Spielen in Sydney erreichte er im Einzelbewerb das Viertelfinale und kam mit der französischen 4-mal-400-Meter-Stafette auf den vierten Rang.
Mit dem Staffel-Team seiner neuen Heimat gewann er bei den Europameisterschaften 2002 in München Bronze. Bei den Olympischen Spielen 2004 in Athen schied er mit der französischen Stafette im Vorlauf aus.
1996, 1999 und 2000 wurde er französischer Meister. Seine persönliche Bestzeit von 45,05 s stellte er am 20. August 1998 in Dakar auf.